# Robert E. Dickinson
Robert E. Dickinson, vollständiger Name: Robert Earl Dickinson (* 26. März 1940 in Millersburg (Ohio)) ist ein US-amerikanischer Meteorologe und Geowissenschaftler.
Dickinson studierte Chemie und Physik an der Harvard University mit dem Bachelorabschluss 1961 und Meteorologie am Massachusetts Institute of Technology mit dem Masterabschluss 1962 und der Promotion 1966. Danach forschte er am MIT und war ab 1968 am National Center for Atmospheric Research (NCAR) in Boulder, wo er 1975 Leiter der Abteilung Klima wurde und 1981 Deputy Director der Climate and Global Dynamics Division. Ab 1990 war er Professor an der University of Arizona, 1999 Professor am Georgia Institute of Technology und seit 2008 Professor an der University of Texas at Austin.
Er befasst sich mit Klima-Modellen und Computer-Modellen von Vorgängen in der Atmosphäre einschließlich Wechselwirkungen mit der Biosphäre, globalen Klimaänderungen, dem Kohlendioxid-Kreislauf an Land, Fernerkundung, Dürren und dem Verschwinden der tropischen Regenwälder.
1996 erhielt er den Vetlesen-Preis und die Roger Revelle Medal der American Geophysical Union und 1997 den Rossby Award. Er ist Mitglied der National Academy of Sciences (1988), der American Association for the Advancement of Science und der National Academy of Engineering (2002). 2006 wurde er auswärtiges Mitglied der chinesischen Akademie der Wissenschaften. 2002 bis 2004 war er Präsident der American Geophysical Union. Er ist Fellow der American Meteorological Society, deren Meisinger Award er 1973 erhielt. Er ist Ehrenmitglied der European Geophysical Society und der European Geosciences Union.